# Governador de Porto Rico
O governador de Porto Rico é o chefe de governo de Porto Rico e, por sua natureza, constitui o ramo executivo do governo da ilha. Ele é também o comandante-em-chefe da Guarda Nacional de Porto Rico.
O governador tem o dever de fazer cumprir suas leis, convocar a Assembleia Legislativa e o poder de aprovar ou vetar projetos aprovados pela Câmara, nomear oficiais do governo e juízes bem como conceder perdões. Desde 1948, o governador é eleito pelo povo de Porto Rico. Antes disso, o cargo era atribuído pelo rei da Espanha (1510–1898) ou pelo presidente dos Estados Unidos (1898–1948).

## História
Juan Ponce de León foi nomeado como o primeiro Governador de Porto Rico em 1508 e assumiu o posto em 1510. Em 1579, depois de vários outros já haviam servido como governador, Juan Ponce de León II tornou-se a primeira pessoa nascida em Porto Rico a assumir o cargo, primeiro temporariamente, depois de forma efetiva.[carece de fontes?]
Em 1946, o presidente Harry Truman nomeou Jesús T. Piñero para o governador. Este é um marco na história do cargo e de Porto Rico, uma vez que nem o Presidente dos Estados Unidos ou o Rei da Espanha tinha já indicado um nativo porto-riquenho para manter o cargo mais alto da ilha. Piñero permaneceu no cargo até 1948, quando os porto-riquenhos foram autorizados a escolher o seu governador pela primeira vez na história.
Em 1948, Luis Muñoz Marín tornou-se o primeiro porto-riquenho eleito governador.

## Poderes
O governador é o chefe do governo de Porto Rico. Ele tem o poder de vetar qualquer número de projetos que a Assembleia Legislativa deseja passar. O governador também tem o poder de nomear os membros do seu gabinete, que por sua vez deve ser ratificado pelo Legislativo. O governador também tem o poder de nomear juízes para o Supremo Tribunal federal e todas as instâncias inferiores da ilha.
O governador deve tratar o legislador, no início de cada ano, para apresentar duas palestras, uma delas é o discurso do Estado da comunidade e outra em que o governador apresenta o "Orçamento Recomendado" para o próximo ano fiscal, em que o governador propõe à Assembleia Legislativa um orçamento para a consideração do órgão. Ele é também o comandante-em-chefe do Guarda Nacional de Porto Rico e o chefe da diplomacia.

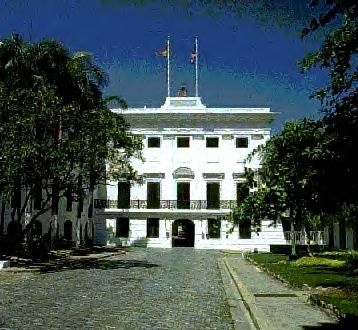
La Fortaleza é a mais antiga mansão do governador em uso contínuo do Hemisfério Ocidental

## Elegibilidade
Em 25 de julho de 1952, foi promulgada pelo governador Muñoz Marín, depois da aprovação pelo Congresso e o Presidente dos Estados Unidos. De acordo com a seção Três, o Artigo IV da Constituição de Porto Rico, o governador deve ser um cidadão dos Estados Unidos, um residente de Porto Rico por cinco anos consecutivos antes e ter pelo menos 35 anos de idade no momento da eleição.
O governador serve um mandato de quatro anos, que começa no segundo dia de janeiro, após o ano de sua eleição e termina na data em que seu sucessor assume o cargo. Mandatos consecutivos são ilimitados, de acordo com a Constituição da ilha. Como um exemplo, Luis Muñoz Marín, seu primeiro governador eleito, serviu por quatro mandatos consecutivos, de 1949 a 1965; a Constituição foi ratificada pelo povo de Porto Rico em 1952.

## Eleições
O governador é eleito pelo voto direto do povo. O Código de Eleições de Porto Rico indica que, se a margem de vitória de um candidato for inferior a 0,5% dos votos, deve haver uma recontagem completa da eleição. Até agora, apenas nas eleições para governadores de 1980 e 2004, houve uma recontagem.
Governador Ricardo Rosselló foi empossado em 2 de janeiro de 2017, aos 37 anos.

## Ex-governadores
Houve governadores indicados pelo Rei da Espanha e presidente dos Estados Unidos para o cargo de governador de Porto Rico. A seguinte lista inclui os ex-governadores eleitos pelo povo após a proclamação da Constituição 1952:
- 1949–1965: Luis Muñoz Marín
- 1965–1969: Roberto Sánchez Vilella
- 1969–1973: Luis A. Ferré
- 1973–1977: Rafael Hernández Colón
- 1977–1985: Carlos Romero Barceló
- 1985–1993: Rafael Hernández Colón
- 1993–2001: Pedro Rosselló
- 2001–2005: Sila María Calderón
- 2005–2009: Aníbal Acevedo Vilá
- 2009–2013: Luis Fortuño
- 2013–2017: Alejandro García Padilla
- 2017–2019: Ricardo Rosselló
- 2019-2019: Pedro Pierluisi
- 2019-2021: Wanda Vázquez Garced